# Condado de Seward (Kansas)
El condado de Seward es un condado del estado de Kansas, Estados Unidos. Tiene una población estimada, a mediados de 2022, de 21 358 habitantes.
La sede del condado es Liberal. 
El condado recibe su nombre en honor a William Henry Seward. 

## Geografía
Según la Oficina del Censo, el condado tiene una superficie total de 1659 km², de los cuales 1657 km² corresponden a tierra firme y 2 km² están cubiertos de agua.

### Condados adyacentes
- Condado de Haskell (norte)
- Condado de Meade (este)
- Condado de Beaver, Oklahoma (sureste)
- Condado de Texas, Oklahoma (suroeste)
- Condado de Stevens (oeste)

## Demografía

Pirámide de edades

Según la estimación 2018-2022 de la Oficina del Censo, los ingresos medios de los hogares del condado son de $57,131 y los ingresos medios de las familias son de $70,120. Los ingresos per cápita en los últimos doce meses, medidos en dólares de 2022, son de $25,391. Alrededor del 13.6% de la población está por debajo de la línea de pobreza.

## Comunidades

### Ciudades (Población estimada en 2006)
- Liberal, 20,218 (sede)
- Kismet, 518

### Municipios
El condado de Seward está dividido en tres municipios (townships). El condado tiene, además, a Liberal como una ciudad independiente a nivel de Gobierno.

## Educación

### Distritos escolares
- Liberal USD 480
- Kismet-Plains USD 483